# Jisaku Okada
Jisaku Okada (岡田次作?, Okada Jisaku; Kanazawa, 13 agosto 1893 – Acque delle Midway, 4 giugno 1942) è stato un ammiraglio giapponese, attivo durante la seconda guerra mondiale come capitano di vascello. Fu comandante della portaerei Kaga durante l'attacco di Pearl Harbor, il bombardamento di Darwin, e la battaglia delle Midway in cui perse la vita. Fu elevato postumo al rango di contrammiraglio.

## Biografia

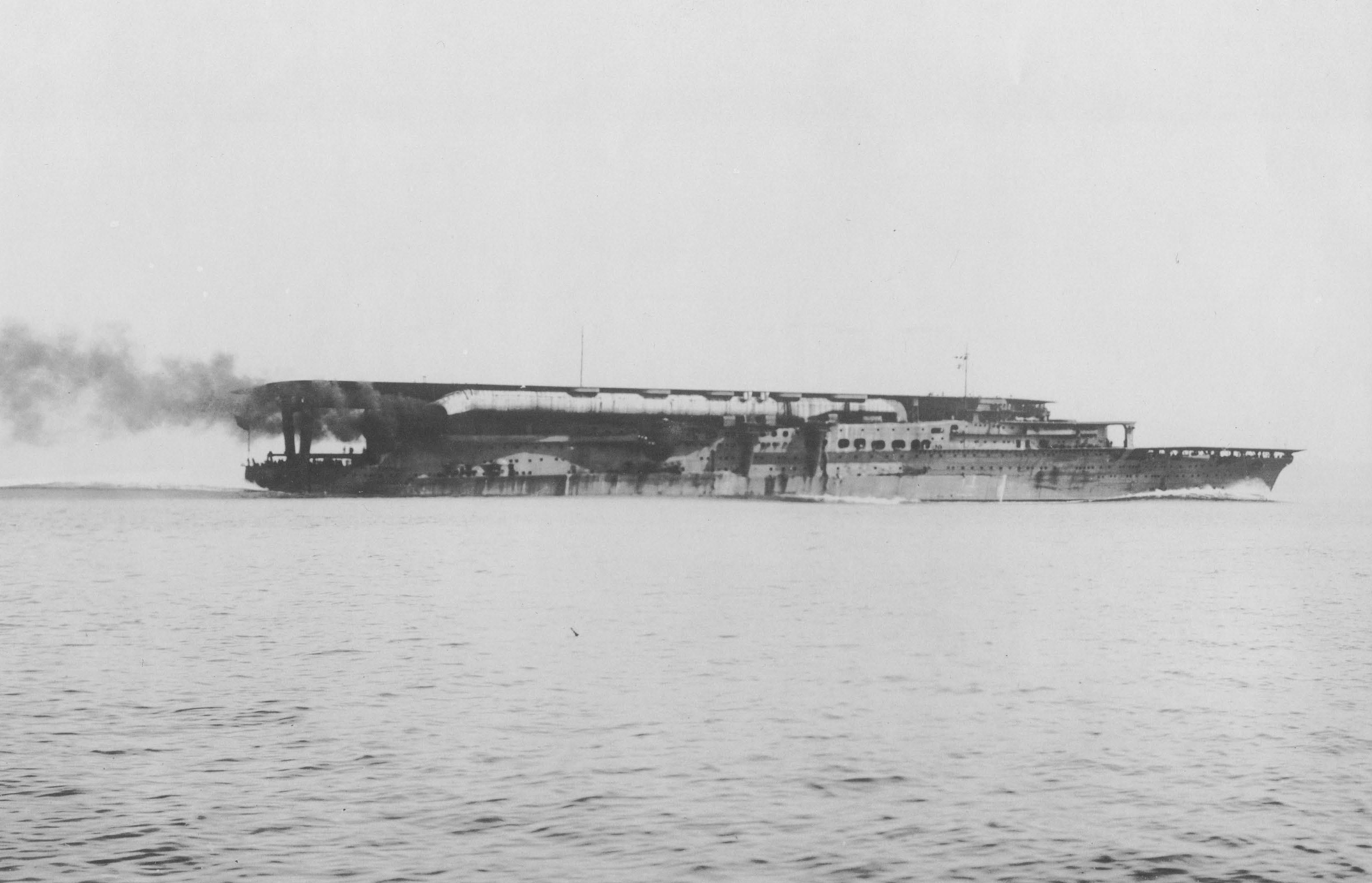
La Kaga alle prove in mare a Tateyama il 15 settembre 1928.

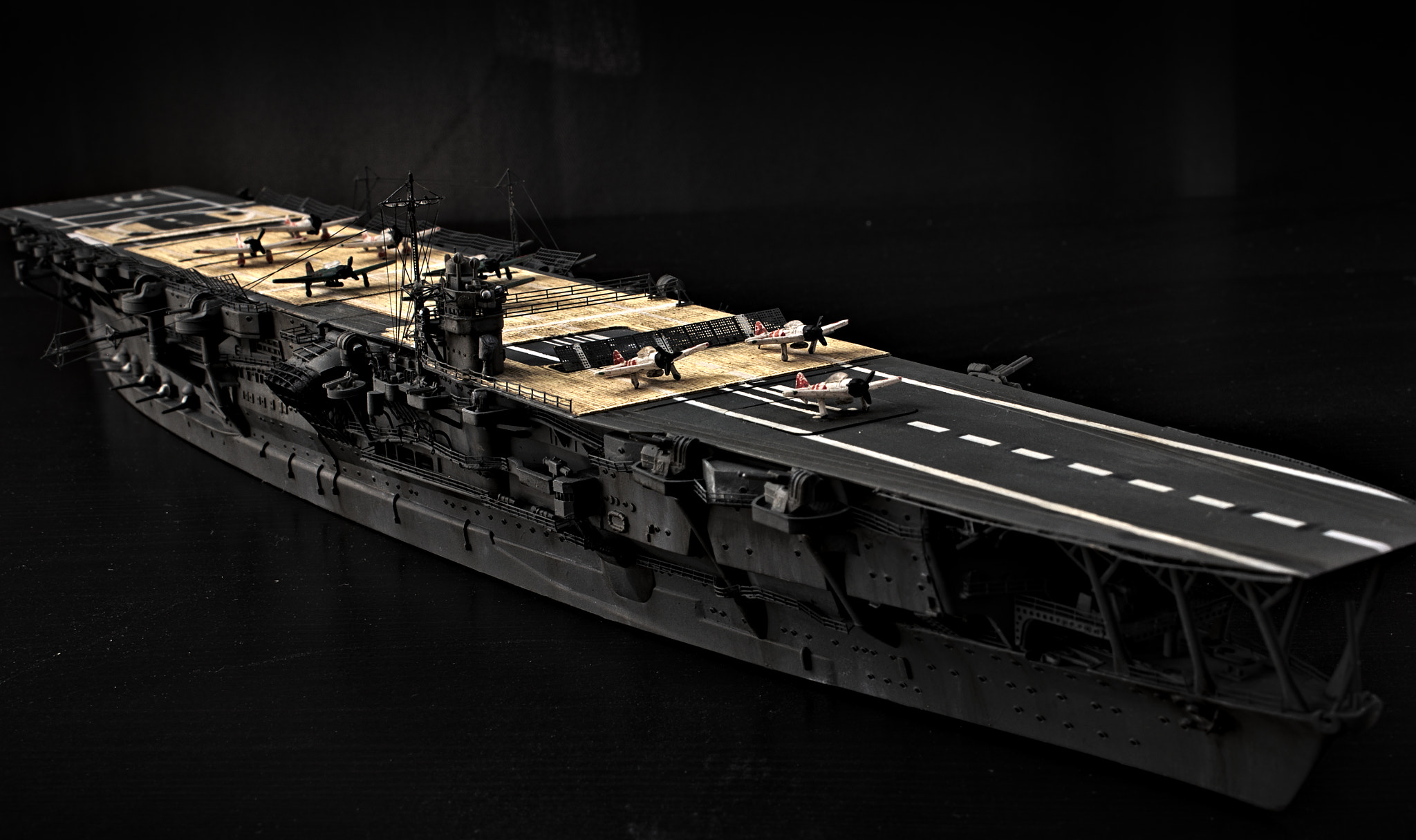
La portaerei Kaga nel 1942.

Nacque a Kanazawa, prefettura di Ishikawa, il 13 agosto 1893. Dopo essersi diplomato presso la scuola Kanazawa Daiichi si arruolò nella Marina Imperiale nel 1911 iniziando a frequentare l'Accademia Navale di Etajima (42º Corso) da cui uscì come guardiamarina nel dicembre 1914. Nel dicembre del 1915 fu promosso sottotenente di vascello e si imbarcò sull'incrociatore protetto Suma. Dopo aver completato i corsi della Scuola di artiglieria navale, nel dicembre 1921 prese servizio sul cacciatorpediniere Katsura. 
Nel gennaio 1922 divenne membro temporaneo del Dipartimento per l'addestramento aeronautico e anche del Corpo aereo della Marina di Yokosuka. Nel novembre dello stesso anno, divenne comandante di squadriglia presso lo stormo dell'aviazione navale di Kasumigaura e prestò servizio come istruttore, mentre nel dicembre 1926 fu promosso tenente di vascello. Nel dicembre 1927 divenne comandante del gruppo di volo della portaerei Kaga, e nel dicembre dello stesso anno, fu promosso capitano di corvetta. 
Nell'ottobre 1933 fu nominato vicecomandante del Corpo aereo dell'aviazione navale di stanza a Tateyama e servì come membro del Kaigun Kōkū Hombu  (dipartimento dell'aviazione navale per l'addestramento). Nel dicembre 1936 fu promosso capitano di fregata, e seguì i corsi presso la Scuola di guerra navale di Tokyo. Nell'agosto 1937 fu nominato comandante del 23º Corpo aereo appartenente alla 3ª Flotta, e promosso capitano di vascello  assunse il comando della nave appoggio idrovolanti Notoro,  passando poi a quello della portaerei Ryujo, e infine alla direzione del 1° Dipartimento Affari generali presso il Quartier generale dell'aviazione navale. Dopo essere stato responsabile della sezione, il 14 settembre 1941 divenne comandante della portaerei Kaga.
All'atto dell'entrata in guerra dell'Impero giapponese, il 7 dicembre 1941, la sua unità partecipò all'attacco di Pearl Harbor, al bombardamento di Darwin, e alla battaglia delle Midway. 
Durante quest'ultima grande battaglia navale la Kaga, appartenente alla 1ª Divisione portaerei, il 4 giugno fu colpita da tre bombe da 230 kg e una da 450 libbre lanciate dagli Douglas SBD Dauntless del capitano Wade McClusky, che provocarono una enorme esplosione sul ponte di volo, e distrussero l'isola di comando dove si egli si trovava, uccidendolo insieme a quasi tutti gli ufficiali superiori della nave. Gli incendi si estesero rapidamente innescando altre esplosioni delle bombe e dei serbatoi degli aerei pronti al decollo, e l'unità divenne rapidamente preda di un incendio incontrollabile, venendo infine affondata alle 19:25 dai cacciatorpediniere di scorta, con la perdita di 811 uomini.  Fu promosso postumo al rango di contrammiraglio.

### Annotazioni
1. ↑  Ebbe come compagno di classe i futuri Ministri delle finanze Suzuki Kantarō e Hirose Toyosaku.
2. ↑  Oltre a lui persero la vita il comandante del gruppo di volo Lt Cdr. Tadashi Kusumi, l'ufficiale esecutivo capitano Masao Kawaguchi, il comandante dell'artiglieria Lt. Cdr. Toyosaburo Miyano, l'ufficiale di rotta Cdr. Ichiji Moden, e l'ufficiale addetto alle comunicazioni Lt. Cdr. Hidekazu Takahashi.

### Fonti
1. 1 2 3 4 5 6 7  Goldstein, Dillon 2014, p. 511.
2. 1 2 3  World War II Database.
3. ↑  Combined Fleet.
4. 1 2  Toll 2012 2014, p. 495.
5. ↑  Polmar 2006, p. 243.